# Maike Kohl-Richter

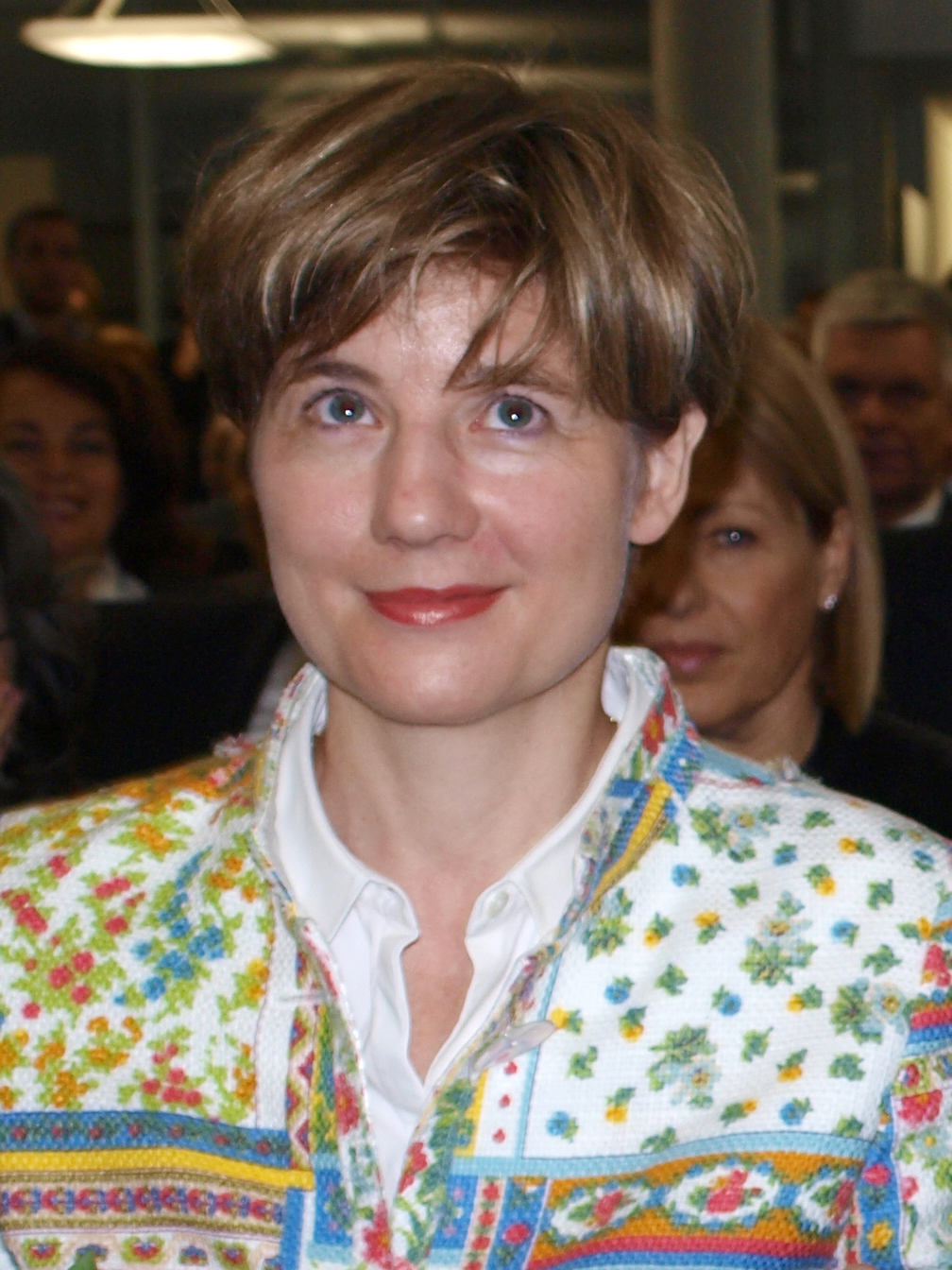
Maike Kohl-Richter (2009)

Maike Kohl-Richter (geb. Richter; * April 1964 in Siegen) ist eine deutsche Volkswirtin. Sie ist die Witwe des ehemaligen deutschen Bundeskanzlers Helmut Kohl, mit dem sie von 2008 bis zu seinem Tod 2017 verheiratet war.

## Leben
Maike Richter wuchs als zweites von vier Kindern eines Mitarbeiters des Stromkonzerns RWE und einer Autorin in Oberheuslingen im Siegerland auf. Als Schülerin wurde sie Vorstandsmitglied im örtlichen Kreisverband der CDU-Nachwuchsorganisation Junge Union. Nach dem Abitur am Evangelischen Gymnasium in Siegen-Weidenau studierte sie Volkswirtschaftslehre in München. Ihr Studium schloss sie 1996 mit einer Promotion ab.
Nach ihrem Studium in München und einer ersten Stelle am dortigen Ifo-Institut begann sie ihre Karriere 1994 im Bonner Bundeskanzleramt. Von 1994 bis 1998 war Richter Beamtin in der Wirtschaftsabteilung des Kanzleramtes unter Helmut Kohl. Hier war sie als Redenschreiberin für Helmut Kohl tätig. Nach Gerhard Schröders Wahlsieg 1998 wechselte sie zum Finanzexperten der Unionsfraktion, Friedrich Merz. Nachdem dieser wie andere CDU-Mitglieder die volle Aufklärung der Parteispendenaffäre gefordert hatte, begleitete sie Merz’ weiteren politischen Aufstieg nicht mehr. Nach einer Tätigkeit als Journalistin bei der Zeitung Wirtschaftswoche war sie Leiterin des Referats „Regionale Wirtschaftspolitik, Städtebau und Raumordnung“ im Bundeswirtschaftsministerium; Kohl-Richter wurde im Frühjahr 2008 dort beurlaubt. Sie ist Mitglied der CDU.

## Beziehung mit Helmut Kohl
Helmut Kohl und Maike Richter lernten sich 1994 im Zuge von Richters Tätigkeit im Bundeskanzleramt kennen. Maike Richters Name in Verbindung zu Helmut Kohl tauchte erstmals 2004 in den Medien auf, als das Paar mit Freunden, unter anderen Stephan Holthoff-Pförtner, einen Weihnachtsurlaub auf Sri Lanka verbrachte und ein Tsunami die Insel verwüstete. Ab 2005 traten Maike Richter und der Altkanzler als Paar in der Öffentlichkeit auf.
Maike Richter lebte nach eigenen Angaben seit 2005 mit Helmut Kohl in einer festen Beziehung. 2007 traten Richter und Kohl erstmals in der Öffentlichkeit in Erscheinung. Am 8. Mai 2008 heiratete sie ihn in der Kapelle einer Reha-Klinik in Heidelberg im engsten Freundeskreis, drei Monate nach Kohls schwerem Sturz. Trauzeugen waren der Medienunternehmer Leo Kirch und der Bild-Chefredakteur Kai Diekmann. Seine Söhne Walter und Peter waren nicht zu der Hochzeit eingeladen; Walter Kohl machte dies im August 2008 in seinem ersten öffentlichen Interview bekannt und äußerte Befremden darüber.
Helmut Kohls Biograf Heribert Schwan beschreibt Kohl-Richter als „mehr als konservativ, geradezu deutschnational“ gesinnt. Außerdem strebe sie nach der Deutungshoheit über Kohls Leben und habe auf nachweislich falschen Aussagen beharrt. In der Produktion eines Fernseh-Dokudramas des Regisseurs und Drehbuchautors Thomas Schadt, dem ein dreißigstündiges Interview mit Kohl von 2006 zu Grunde lag, habe Kohl-Richter 2009 zwei Drittel des Interviewskripts nicht freigegeben, sich über die Hälfte des übrigen Drittels eine Entscheidung vorbehalten und eine Wunschliste für die Dramaturgie vorgelegt. Laut Schwan hatte Kohl schon während seiner ersten Ehe mit Hannelore Kohl eine Affäre mit ihr.
Jochen Arntz schrieb 2012 in der Süddeutschen Zeitung, Maike Kohl-Richter sei deutlich darauf fixiert, um Kohl „eine Mauer zu bauen“ („sie pflegt, schützt und kontrolliert ihn“); sie halte frühere Freunde und Vertraute auf Distanz. Daraus resultiere auch die Entfremdung der beiden Söhne Kohls von ihrem Vater. Auch sein langjähriger Fahrer Eckhard „Ecki“ Seeber und der Fotograf Konrad R. Müller hätten infolge der ablehnenden Haltung Richters keinerlei Kontakte mehr mit Kohl gehabt.
Helmut Kohl hatte kurz vor seinem Tod vom Landgericht Köln ein Schmerzensgeld in Höhe von einer Million Euro zugesprochen bekommen, weil der Journalist Heribert Schwan unautorisierte Zitate in dem Buch Vermächtnis: Die Kohl-Protokolle veröffentlicht hatte. Das Urteil war noch nicht rechtskräftig. Nach Kohls Tod führte Maike Kohl-Richter den Prozess weiter und versuchte, die Auszahlung der Entschädigung an sich zu erwirken. Das Oberlandesgericht Köln wies ihre Klage jedoch ab, weil ein Anspruch auf Schmerzensgeld nicht vererbbar sei. Der Fall ging vor den Bundesgerichtshof, der im November 2021 die Klage von Maike Kohl-Richter endgültig abwies. Im Oktober 2022 scheiterte auch eine Beschwerde dagegen vor dem Bundesverfassungsgericht.
Maike Kohl-Richter verfügt alleine über den Nachlass von Helmut Kohl, nachdem dieser ihr 2006 die alleinige Entscheidungsbefugnis über seinen historischen Nachlass überschrieb. Die 2021 gegründete Bundeskanzler-Helmut-Kohl-Stiftung lehnt sie ab und kündigte an, gegen diese Stiftung juristisch vorzugehen. Ende Juni 2021 gründete Kohl-Richter mit sechs weiteren Personen einen Verein mit dem Namen Helmut-Kohl-Stiftung e. V., der im September 2021 in das Vereinsregister eingetragen wurde.

## Publikationen
- Herstellungskosten und Folgelasten kommunaler Investitionen. Ifo-Institut für Wirtschaftsforschung, 1992.[29]
- Die Effizienz der finanzpolitischen Fördermaßnahmen in den neuen Bundesländern. Ifo-Institut für Wirtschaftsforschung, München 1994, ISBN 3-88512-210-3.
- Der Aufbau wirtschaftsnaher kommunaler Infrastruktur im Transformationsprozess vom System zentraler Planwirtschaft zum dezentralen und marktwirtschaftlichen System. Eine Analyse der Rahmenbedingungen und Probleme am Beispiel der DDR. Ifo-Institut für Wirtschaftsforschung, Dissertation Universität Kassel, 1996.